# Cleome hirta
Cleome hirta là một loài thực vật có hoa trong họ Màng màng. Loài này được (Klotzsch) Oliv. mô tả khoa học đầu tiên năm 1868.

## Hình ảnh

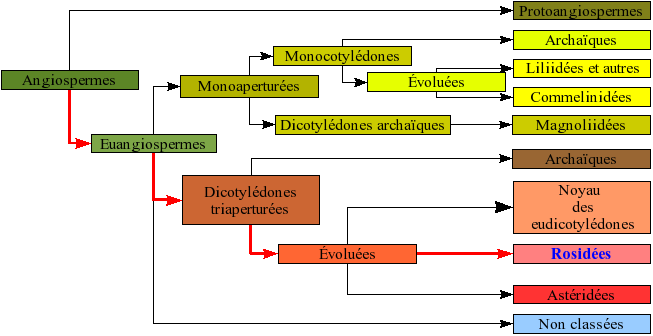